# Al bar dello sport
Az Al bar dello sport 1983-ban készült és bemutatott olasz filmvígjáték. A filmet Francesco Massero rendezte, zenéjét Toto Cutugno szerezte, a főszerepet Jerry Calà és Lino Banfi alkotja. Forgatókönyvírói Francesco Massero, Franco Ferini, Enrico Oldoini és Enrico Vanzina.
A film nagy népszerűségre tett szert Olaszországban. A filmben többször is felcsendül Toto Cutugno legnépszerűbb 1983-as száma, a L'Italiano.
Torinóban forgatták, az egyik jelenetet azonban Sanremóban vették fel.
A filmnek sosem készült magyar szinkronhangja.

## Cselekmény
|  | Alább a cselekmény részletei következnek! |

Torino, 1983. Lino egy bevándorló, aki többi társával együtt gyakran jár a Sportbárba, barátnőjéhez. Itt találkozik egyszer Parolával, aki elvesztette a lottót, emiatt megnémult. Hamarosan hol barátok, hol ellenfelek lesznek. A film végén Megnyerik a San Remói kaszinó rulett-játékát, és hárommilliárd lírát nyernek. Az öröm hírére Parola újból beszélni kezd.
|  | Itt a vége a cselekmény részletezésének! |

## Szereplők
A filmre nem készült magyar szinkron. 
- Lino Banfi
- Jerry Calà
- Annie Belle
- Mara Venier
- Franco Barbero
- Annabella Schiavone
- Andrea Ciccolella
- Pino Ammendola
- Sergio Vastano
- Tognella
- Dino Cassio
- Enzo Andronico
- Eolo Capritti
- Ennio Antonelli
- Antonio Spinnato
- Gennario Pappagalli
- Mirella Banti

## Fordítás
- Ez a szócikk részben vagy egészben  az   Al bar dello sport című olasz Wikipédia-szócikk fordításán alapul.  Az eredeti cikk szerkesztőit annak laptörténete sorolja fel. Ez a jelzés csupán a megfogalmazás eredetét és a szerzői jogokat jelzi, nem szolgál a cikkben szereplő információk forrásmegjelöléseként.